# Kang Min-soo
Kang Min-soo (14 de fevereiro de 1986) é um futebolista profissional sul-coreano que atua como defensor.

## Carreira
Kang Min-soo representou a Seleção Sul-Coreana de Futebol nas Olimpíadas de 2008.